# 渥美沢庵

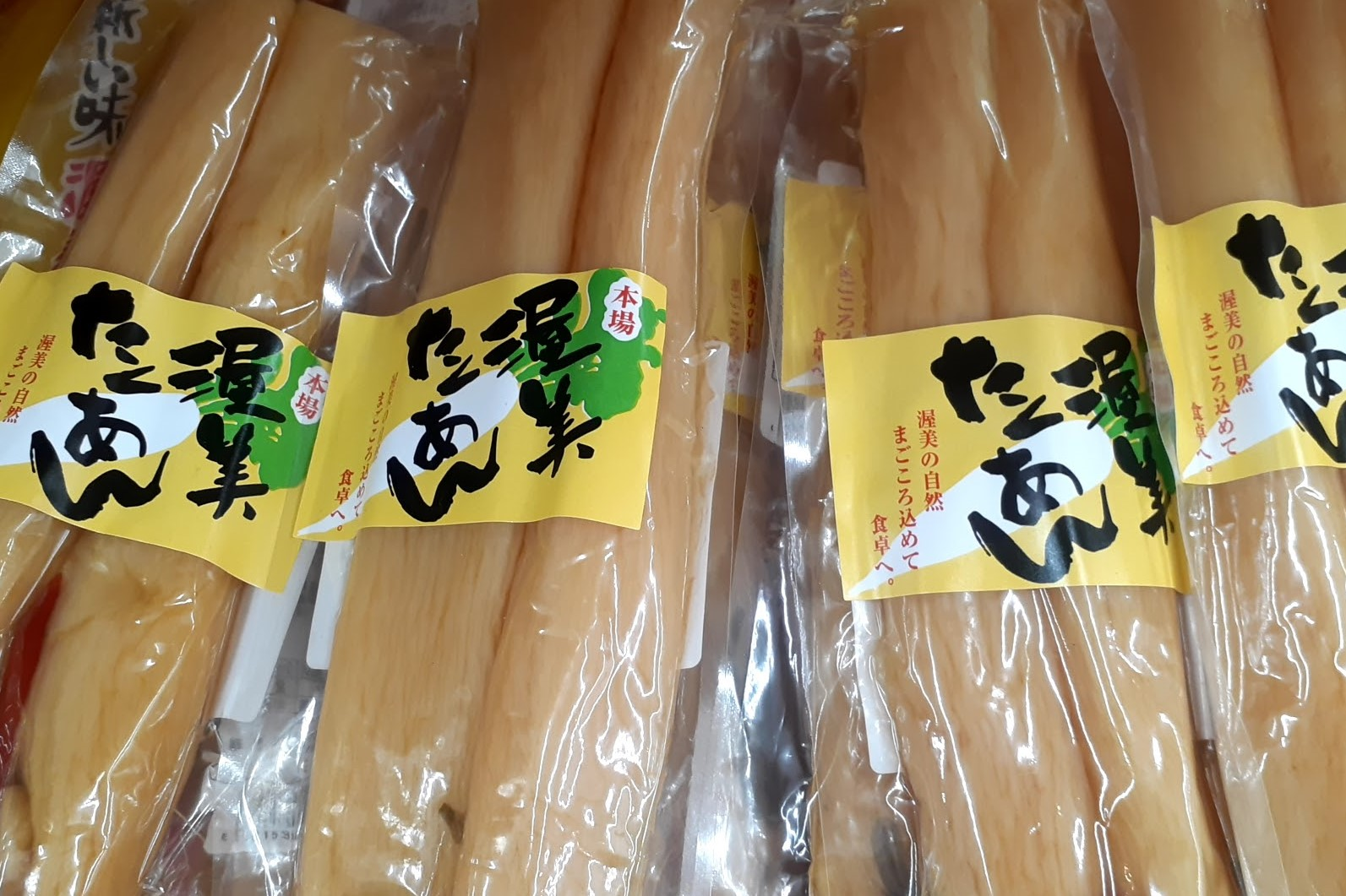
渥美沢庵

渥美沢庵（あつみたくあん）は、愛知県田原市において生産されている沢庵漬けの一種。

## 概要
阿波晩生という品種の大根を用いて作られる。阿波晩生は歯切れがよいのが特徴とされる。米ぬか・柿の皮・なすの葉・昆布・唐辛子・塩などを加えた糠床に1年間漬けることにより、風味豊かで自然の甘みと香りのよい沢庵ができるという。

## 歴史
田原市が所在する渥美半島は気候風土が大根生産に向いているために、漬物用の大根生産が盛んであった。昭和初期には名古屋市方面の漬物業者に対して出荷していたが、昭和30年代に至って半島内に漬物業者が現れるようになった。当時は漬物業者が自社栽培により生産していたが、増大する需要に応えるため、農家が天日干しした大根を購入するようになった。最盛期には4万2000トンほどの沢庵漬けが全国の市場に向けて出荷されていたという。
しかし、次第に別産地の台頭や沢庵漬け自体の需要の減少、渥美半島において原料である大根自体の生産が減少していたことなどにより、生産量が激減した。

## 関連文献
- 伊藤貴啓「渥美沢庵業地域の変動」『地理学報告』第63号、愛知教育大学地理学会、1986年、53-64頁、CRID 1050001338438591104、hdl:10424/4284。